# Culture de Kakanj
 (octobre 2024).
Objets typiques
Céramique
La culture de Kakanj, une culture néolithique développée en Bosnie-Herzégovine, couvre la période de 6 230 - 4 200 ans av. J.-C.. Elle s’est épanouie dans la Bosnie centrale, autour des bassins de Sarajevo, Visoko et Zenica, où sa position géographique et la vallée de la rivière Bosna ont favorisé son évolution. Issue des interactions entre le Culture de Starčevo et Culture de la céramique cardiale (Impresso), elle se distingue par une tradition matérielle unique.
Les principaux sites incluent Obre I, Kakanj - Plandište, Arnautovići, Okolište I et Tuk, situés autour de la vallée de la Bosna.
La culture Kakanj comporte trois phases distinctes :
- Phase précoce (Proto-Kakanj), avec des influences de Starčevo et Impresso, comprenant des céramiques polies et ornementations simples.
- Phase intermédiaire (Kakanj II), où des formes locales apparaissent, marquées par des pieds en forme de cloche et des rhytons.
- Phase tardive (Kakanj III), dominée par des céramiques noires polies typiques de la culture de Butmir.

Les habitations découvertes montrent des structures variées, comprenant des pirogues et des bâtiments surélevés. 
Sur le site d’Obre, des maisons rectangulaires d'une ou deux pièces ont été identifiées, avec des fondations en pierre et des murs en argile. Les outils incluent des objets en silex, des haches en pierre polie, et des instruments en os tels que spatules et aiguilles. La poterie, souvent monochrome et bien polie, présente des formes comme des récipients à longues tiges coniques, des bols épais et des rhytons à quatre pieds, bien que les représentations plastiques restent rares.
Plus tard, la culture Kakanj influencera grandement la formation de la culture de Butmir, la culture néolithique la plus importante de la Bosnie centrale.